# Life Without Soul
Life Without Soul er en amerikansk stumfilm fra 1915 af Joseph W. Smiley.

## Medvirkende
- Percy Standing som Skapelsen
- William A. Cohill som Dr William Frawley
- George De Carlton
- Lucy Cotton som Elizabeth Lavenza
- Pauline Curley som Claudia Frawley